# Trynidad i Tobago na Mistrzostwach Świata w Lekkoatletyce 2013
Trynidad i Tobago na Mistrzostwach Świata w Lekkoatletyce 2013 – reprezentacja Trynidadu i Tobago podczas czempionatu w Moskwie liczyła 29 zawodników. Jedyny medal (złoty na 400 m ppł.) zdobył Jehue Gordon.

## Występy reprezentantów Trynidadu i Tobago

### Mężczyźni

#### Konkurencje biegowe
| Konkurencja                 | Zawodnik                                                                                     | Runda 1      | Runda 1 | Półfinał | Półfinał | Finał          | Finał   |
| Konkurencja                 | Zawodnik                                                                                     | Rezultat     | Pozycja | Rezultat | Pozycja  | Rezultat       | Pozycja |
| --------------------------- | -------------------------------------------------------------------------------------------- | ------------ | ------- | -------- | -------- | -------------- | ------- |
| Bieg na 100 m               | Keston Bledman                                                                               | 10,02 (SB)   | 3. Q    | 10,08    | 11.      | NQ             | NQ      |
| Bieg na 100 m               | Rondel Sorrillo                                                                              | 10,25        | 26.     | NQ       | NQ       | NQ             | NQ      |
| Bieg na 100 m               | Richard Thompson                                                                             | 10,14 (SB)   | 11. Q   | 10,19    | 18.      | NQ             | NQ      |
| Bieg na 200 m               | Lalonde Gordon                                                                               | 20,85        | 24. Q   | 21,14    | 24.      | NQ             | NQ      |
| Bieg na 200 m               | Kyle Greaux                                                                                  | 20,89        | 32.     | NQ       | NQ       | NQ             | NQ      |
| Bieg na 400 m               | Deon Lendore                                                                                 | 45,17        | 5. Q    | 45,47    | 12.      | NQ             | NQ      |
| Bieg na 400 m               | Jarrin Solomon                                                                               | 45,19 (PB)   | 6. Q    | 45,43    | 11.      | NQ             | NQ      |
| Bieg na 110 m przez płotki  | Wayne Davis                                                                                  | 13,38 (SB)   | 9. Q    | 13,47    | 11.      | NQ             | NQ      |
| Bieg na 110 m przez płotki  | Mikel Thomas                                                                                 | 13,41        | 12. q   | 13,46    | 10.      | NQ             | NQ      |
| Bieg na 400 m przez płotki  | Jehue Gordon                                                                                 | 49,52        | 8. Q    | 48,10    | 2. Q     | 47,69 (NR, WL) | złoto   |
| Sztafeta 4 × 100 m mężczyzn | Keston Bledman Rondel Sorrillo Richard Thompson Emmanuel Callender Jamol James Ayodele Taffe | 38,38 (SB)   | 7. q    | —        | —        | 38,57          | 7.      |
| Sztafeta 4 × 400 m mężczyzn | Lalonde Gordon Jehue Gordon Deon Lendore Machel Cedenio Renny Quow Jarrin Solomon            | 3:00,48 (SB) | 3. Q    | —        | —        | 3:01,74        | 6.      |

#### Konkurencje techniczne
| Konkurencja    | Zawodnik        | Eliminacje | Eliminacje | Finał    | Finał   |
| Konkurencja    | Zawodnik        | Rezultat   | Pozycja    | Rezultat | Pozycja |
| -------------- | --------------- | ---------- | ---------- | -------- | ------- |
| Rzut oszczepem | Keshorn Walcott | 78,78      | 19.        | NQ       | NQ      |

### Kobiety

#### Konkurencje biegowe
| Konkurencja                | Zawodnik                                                                                   | Runda 1    | Runda 1 | Półfinał | Półfinał | Finał    | Finał   |
| Konkurencja                | Zawodnik                                                                                   | Rezultat   | Pozycja | Rezultat | Pozycja  | Rezultat | Pozycja |
| -------------------------- | ------------------------------------------------------------------------------------------ | ---------- | ------- | -------- | -------- | -------- | ------- |
| Bieg na 100 m              | Michelle-Lee Ahye                                                                          | 11,37      | 21. q   | 11,33    | 14.      | NQ       | NQ      |
| Bieg na 200 m              | Kai Selvon                                                                                 | 23,14      | 22. Q   | 23,21    | 19.      | NQ       | NQ      |
| Bieg na 100 m przez płotki | Aleesha Barber                                                                             | 13,33      | 24. Q   | 13,52    | 23.      | NQ       | NQ      |
| Bieg na 400 m przez płotki | Sparkle McKnight                                                                           | 58,85      | 28.     | NQ       | NQ       | NQ       | NQ      |
| Sztafeta 4 × 100 m kobiet  | Kelly-Ann Baptiste Michelle-Lee Ahye Semoy Hackett Kai Selvon Reyare Thomas Kamaria Durant | 43,01 (SB) | 9.      | —        | —        | NQ       | NQ      |
| Sztafeta 4 × 400 m kobiet  | Sparkle McKnight Alena Brooks Ramona Modeste Domonique Williams Shawna Fermin Kai Selvon   | 3:33,50    | 13.     | —        | —        | NQ       | NQ      |

#### Konkurencje techniczne
| Konkurencja    | Zawodnik              | Eliminacje | Eliminacje | Finał    | Finał   |
| Konkurencja    | Zawodnik              | Rezultat   | Pozycja    | Rezultat | Pozycja |
| -------------- | --------------------- | ---------- | ---------- | -------- | ------- |
| Pchnięcie kulą | Cleopatra Borel-Brown | 17,84      | 14.        | NQ       | NQ      |